# Miquel Adrover i Barceló
Miquel Adrover i Barceló   (Calonge, desembre 1965)  és un dissenyador de moda femenina mallorquí que realitza dissenys d'avantguarda.
La primera inspiració en el món de la moda la trobà Adrover durant una visita a Londres en la seva adolescència, on prengué contacte amb l’univers del punk rock i el moviment New Romantic. Al seu petit poble natal, ja s'havia destacat com aquell qui sempre estava al corrent de les darreres tendències musicals i vestia amb una estètica marcadament punk. El 1991 viatja a Nova York i prengué la decisió de quedar-s’hi. Inicialment treballà com a conserge i visqué en un diminut apartament subterrani. Quatre anys més tard, el 1995, entaulà amistat amb un sastre amerindi, Douglas Hobbs, amb qui començà a confeccionar i comercialitzar samarretes. Aquell mateix any, junts inauguraren la botiga Horn al barri de l'East Village de Nova York. Aquest espai esdevingué aviat un punt de trobada per a dissenyadors joves de Nova York i Londres que no tenien cap altre lloc on exposar les seves creacions. Entre aquests creadors destacaven Alexander McQueen, Bernadette Corporation i Bless. A més, Horn oferia marques com Dugg, Bruce i As Four. Adrover i Hobbs clausuraren la boutique el març de 1999 per concentrar-se en el disseny de moda femenina.
Alguns d'aquests primers dissenys, en concret els vestits a base de peces de Burberry o les reinterpretacions de bosses de Louis Vuitton, aconseguiren una gran rellevància. El seu estil de desconstrucció autodidacta es convertí en disseny d'avantguarda, on prevalien els volums amb fort contingut i al·legories sobre la indústria de la moda, i un nou concepte artístic on tenia cabuda la segona vida de les peces.
El 1999 presentà la seva primera col·lecció “Manaus-Chiapas-NYC” i, poc després, “Midtown”, àmpliament aclamades per la crítica, la qual cosa li permetré comptar amb el suport de Pegasus Apparel Group. A principis de l'any 2000 rebé el prestigiós Premi Perry Ellis al millor dissenyador emergent. No obstant això, a l'any següent presentà “Utopia”, una col·lecció basada en la societat i cultura dels països islàmics, que no tingué el suport de la crítica i propicià l'allunyament d'Adrover del món de la moda. El dissenyador es mudà a Egipte i, el 2004, tornà a Mallorca on obrí un bar mentre continuava treballant en el seu taller. Poc temps després inicià una col·laboració amb la marca alemanya de roba ecològica Hess Nature que perdurà fins al 2013. El 2010 presentà una nova col·lecció en el marc de la Setmana de la Moda de Nova York.
El 2013 fou guardonat pel Consell Insular de Mallorca amb el Premi Jaume II. El 2018 rebé el Premio Nacional de Diseño de Moda.